# Zračna luka Kerman
Zračna luka Kerman (IATA kod: KER, ICAO kod: OIKK) smještena je nedaleko od grada Kermana u jugoistočnom dijelu Irana odnosno Kermanskoj pokrajini. Nalazi se na nadmorskoj visini od 1750 m. Zračna luka ima dvije asfaltirane uzletno-sletne staze dužine 2029 i 3847 m, a koristi se za tuzemne letove. Zračni prijevoznici koji nude redovne letove u ovoj zračnoj luci uključuju Iran Air (iz/u: Isfahan, Teheran-Mehrabad, Zahedan) i Mahan Air (iz/u: Kiš, Mašhad, Teheran-Mehrabad).

## Vanjske poveznice
- (engl.) DAFIF, World Aero Data: OIKK  Arhivirana inačica izvorne stranice od 6. prosinca 2007. (Wayback Machine)
- (engl.) DAFIF, Great Circle Mapper: KER